# Rio Hondo (Texas)
Rio Hondo é uma cidade localizada no estado norte-americano de Texas, no Condado de Cameron.

## Demografia
Segundo o censo norte-americano de 2000, a sua população era de 1942 habitantes.
Em 2006, foi estimada uma população de 2149, um aumento de 207 (10.7%).

## Geografia
De acordo com o United States Census Bureau tem uma área de
3,8 km², dos quais 3,6 km² cobertos por terra e 0,2 km² cobertos por água. Rio Hondo localiza-se a aproximadamente 9 m acima do nível do mar.

## Localidades na vizinhança
O diagrama seguinte representa as localidades num raio de 12 km ao redor de Rio Hondo.